# دم‌درازهای حنایی
دم‌درازهای حنایی (نام علمی: Baryphthengus) نام یک سرده از تیره دم‌دراز است.

## گونه‌ها
- دم‌دراز حنایی, Baryphthengus martii
- دم‌دراز کلاه‌حنایی, Baryphthengus ruficapillus